# Edward Peeters
Edward Ward Peeters, né le 29 juillet 1923 à Boutersem (Brabant flamand) est mort le 30 janvier 2002 à Louvain (Brabant flamand), est un coureur cycliste belge, professionnel entre 1945 et 1959. 
Il ne doit pas être confondu avec son homonyme Edward Peeters (1920-2005), qui a également été cycliste professionnel.

## Palmarès
- 1947
  - 1rea étape du Grand Prix des Routiers (contre-la-montre par équipes)
  - 2e de Roubaix-Huy
  - 3e de Roeselare-Aalst-Roeselare
- 1948
  - 2e de Grand Prix de la Famenne
  - 3e du Grand Prix Beeckman-De Caluwé
- 1949
  - 1re étape d'À travers la Belgique
  - 5e étape du Tour de Belgique
  - Bruxelles-Bost
  - 7e étape du Tour de Suisse
  - Coupe Sels
  - 2e de la Flèche wallonne
  - 10e du Tour de Suisse
- 1950
  - Bruxelles-Bost
  - Bruxelles-Erps Kwerps
  - 12e étape du Tour d'Allemagne
  - 2e du Tour du Limbourg
  - 3e du Circuit de la vallée de la Meuse
  - 7e de Liège-Bastogne-Liège
- 1951
  - 1re, 4e et 11e étapes du Tour d'Allemagne
  - Flèche halloise
  - 2e du championnat de Belgique sur route
  - 2e du Circuit du Limbourg
  - 2e de Grand Prix de Brasschat
  - 3e de la Flèche hesbignonne-Niel et Saint-Trond
- 1952
  - Flèche halloise
  - 2e du Circuit du Hesbaye
  - 2e de Hoeilaart-Diest-Hoeilaart
  - 2e de Bruxelles-Saint-Trond
  - 2e des Deux Jours de Huy
  - 3e du Tour des onze villes
  - 3e du Circuit des cinq collines
- 1953
  - 2e du Bruxelles-Couvin
  - 2e du Circuit de Belgique centrale
  - 3e de la Flèche hesbignonne-Cras Avernas
  - 7e de la Flèche wallonne
- 1954
  - Tour du Limbourg
  - 3e de la Flèche hesbignonne-Cras Avernas
  - 3e du Circuit de l'Ouest à Mons
  - 9e de la Flèche wallonne
  - 10e de Paris-Bruxelles
- 1956
  - 2e de la Flèche halloise

## Résultats sur les grands tours

### Tour d'Italie
- 1954 : abandon